# Coleophora novella
Coleophora novella é uma espécie de mariposa do gênero Coleophora pertencente à família Coleophoridae.